# Kościół Świętego Piotra w Rydze
Kościół Świętego Piotra  (łot. Svētā Pētera baznīca) – jest jednym z największych zabytków architektury starej Rygi. W kronikach pojawia się o nim wzmianka już w 1209. Był to najważniejszy kościół w średniowiecznej Rydze. Znajdowała się przy nim jedna ze starszych szkół w mieście.

## Historia budowy kościoła
Budowę kościoła św. Piotra można podzielić na trzy zasadnicze etapy. Dwa pierwsze są związane z gotykiem, trzeci zaś z wczesnym barokiem. W pierwszym etapie została zbudowana centralna część kościoła. W drugim etapie wybudowano nowy ołtarz oraz wieżę o wysokości 136 metrów z piramidową szpilą. W 1666 wieża się zawaliła, lecz wkrótce ją odbudowano. W 1677 spłonęła. W trzecim etapie zbudowano zachodnią część kościoła oraz nową wieżę o wysokości 54,5 metra. Była to najwyższa drewniana szpila w Europie. Szpila ponownie się spaliła w 1721, a w latach 1745–1746 została odbudowana na podobieństwo pierwotnej, jednak była wyższa (120,7 metra). W  1941 r. podczas niemieckiej agresji na ZSRR wieża została zburzona, a konstrukcja kościoła została silnie naruszona. Z wcześniejszego bogatego wykończenia budowli nie zostało prawie nic. W 1954 zaczęły się prace odnawiania kościoła. Wieża została odbudowana w latach 1968–1973; tym razem miała wysokość 123,25 metra, zaś odnowa pomieszczeń zakończona została w 1984. Na wieży znajduje się punkt widokowy z którego można podziwiać łotewską stolicę i jej zabytki. 